# USS LST-158
O USS LST-158 foi um navio de guerra norte-americano da classe LST que operou durante a Segunda Guerra Mundial.